# Microphysogobio alticorpus
Microphysogobio alticorpus és una espècie de peix cipriniforme de la família dels ciprínids que es troba a Taiwan.